# John Pierpont Morgan
John Pierpont Morgan (17. dubna 1837, Hartford, Connecticut, USA – 31. března 1913, Řím, Itálie) byl americký podnikatel a jeden z nejvýznamnějších bankéřů své doby. V roce 1860 založil v New Yorku banku J.P. Morgan & Co. Většina aktivit této banky byla následně převzata bankou JPMorgan Chase & Co.

## Mládí
Narodil se v rodině obchodníka a bankéře Junia Spencera Morgana a jeho manželky Juliet Pierpontové. Roku 1854 se s celou rodinou přestěhovali do Anglie, kde jeho otec dostal obchodní nabídku stát se společníkem banky George Peabodyho. John Pierpont vystudoval střední školu v Bostonu a později univerzitu v německém Göttingenu. Po studiích se vrátil roku 1857 zpět do Spojených států, kde v New Yorku započal svoji kariéru bankéře.

## Kariéra
Již tři roky po rozjetí své kariéry otevřel vlastní banku J.Pierpont Morgan & Company, které spolupracovala s britskou bankou vedenou jeho otcem. Během americké občanské války nastala expanze jeho společnosti, při které získal mnoho průmyslových podniků a zbohatl na válečných transakcích. Velmi se zajímal o železniční dopravu a investoval do ní mnoho peněz, které se mu se ziskem vrátily. V roce 1890 umírá jeho otec a J. P. Morgan přebírá jeho společnost v Anglii. O pět let později obě banky slučuje do jediné, která nese název J.P.Morgan & Co. Sídlo této banky bylo na Wall Street v New York City. Ve stejném roce, v době krize vlády z velkého obchodního deficitu a odlivu fyzického zlata ze země, vládě Spojených států poskytnul půjčku a tím ji de facto finančně vykoupil z bankrotu.
Roku 1907 mělo americké bankovnictví veliké problémy, avšak díky Morganovi a jeho finančním injekcím, které zachránily mnoho bankovních společností a finančních organizací, k pádu nedošlo.
V polovině února roku 1913 se Morgan vydal na cestu do Egypta. Kvůli nevolnosti však musel zastavit v Římě, kde 31. března 1913 zemřel.

## Dědictví potomkům
Manželce a čtyřem dětem zanechal 68,3 milionu dolarů a cenné papíry mnoha společností. Po Morganově smrti společnost převzal jeho syn John, který stál v jejím čele až do roku 1943. Během první světové války banka vydala velké množství úvěrů americké vládě a spojeneckým zemím. Svůj kapitál tak navýšila na půl miliardy dolarů.

## Současná JPMorgan
Roku 2008 JPMorgan převzala dvě americké krachující banky Bear Stearns a Washington Mutual. Celková hodnota aktiv této banky dosahuje 4,4 bilionu dolarů (Q1, 2025). Banka má tržní kapitalizaci téměř 800 miliard dolarů (Q1, 2025) což z ní dělá největší banku na světě podle kapitalizace a pátou největší podle hodnoty aktiv.